# Rickie Lambert
Rickie Lee Lambert, född 16 februari 1982, är en engelsk före detta fotbollsspelare som spelade som anfallare.

## Klubbkarriär
Lambert föddes i Kirkby som ligger 10 kilometer nordost om Liverpool. Han började spela för Liverpools ungdomsakademi som 10-åring men ratades som 15-åring. Det var legendaren Steve Heighway som inte tyckte att Lambert hade det som krävdes.
Efter att ha blivit ratad av Liverpool så provtränade Lambert för amatörklubben Marine. Som 16-åring så fick han juniorkontrakt med Blackpool. Han debuterade i ligasystemet som 17-åring mot Wrexham i augusti 1999. Men när kontraktet löpte ut så fick Lambert ingen förlängning.
2001 fick Rickie Lambert kontrakt med Macclesfield Town. Det var i Macclesfield som Lamberts kometkarriär började puttra igång lite. Lambert gjorde tio mål i tredjedivisionen säsongen 2001/2002. I april 2002 köpte Stockport County Lambert för tre miljoner kronor. Men det blev bara två mål på 32 matcher under debutsäsongen.
Det blev sedan en flytt till Rochdale där Lambert omskolades till anfallare. Tränaren Steve Parkin tyckte att Lambert hade ett bra skott och var bra i luften. Parkin menade därför att Lambert (som tidigare spelade på mittfältet) var mer användbar som anfallare. Detta positionsbyte tog fart på karriären. Säsongen 2005/2006 gjorde han hela 22 mål på 46 matcher i League Two. Detta gjorde att Lambert flyttade till Bristol Rovers. Det blev sedan tre år i Bristol Rovers. Första säsongen gjorde han åtta mål och andra 13 innan Lambert gjorde hela 29 mål i sin tredje säsong. Trots det delade han bemärkelsen som skyttekung i League One säsongen 2008/2009 med Simon Cox.

### Southampton
Southampton betalade tio miljoner kronor för Lambert 2009. Tränaren Alan Pardew menade att Lambert var överviktig och fick därför ett specialträningsprogram av fystränaren. Detta gav resultat. Under debutsäsongen i Southampton blev det 29 mål på 45 matcher i League One varav ett hat-trick mot MK Dons. Säsongen därpå, 2010/2011 slutade med 21 mål på 45 matcher. Southampton lyckades dessutom ta steget upp till Championship.
Lamberts två första mål i Championship kom mot Ipswich i en 5–2-seger. Det blev sedan ett hat-trick i en match mot Nottingham Forest som Southampton vann med 3–2. Mot Watford i sin 100:e ligaframträdande gjorde Lambert 2 mål (båda på straff) i en 4–0-seger. Ännu ett hat-trick kom i 3–0-segern mot Brighton & Hove Albion FC. Han gjorde sedan två hat-tricks till innan säsongen var slut. Lambert vann skytteligan i Championship med 27 mål och blev utsedd till säsongens bästa spelare. Inte nog med det, Southampton slutade på en andra plats bakom Reading vilket betyder att Southampton gör comeback i Premier League säsongen 2012/2013.
Lambert gjorde sitt första Premier League-mål i sin första Premier League-match mot Manchester City. Lambert hoppade in istället för Jay Rodriguez och det tog inte lång innan han nätade. Tyvärr förlorade Southampton matchen med 3–2. Lambert nätade sedan också mot den andra Manchester-klubben Manchester United, en match som Southampton också förlorade med 3–2. Lambert gjorde senare två mål mot Aston Villa. Hans 10:e Premier League-mål kom mot Chelsea. Lambert gjorde till slut 15 mål i sin debutsäsong i Premier League. Han visade under debutsäsongen att han klarade av tempot i Premier League.
Lambert inledde säsongen 2013/2014 med ett straffmål mot West Bromwich. Luke Shaw fixade straffen och målmaskinen Lambert dunkade in den. Efter säsongen 2013/2014 började rykten cirkulera om att Rickie Lambert var på väg till sin moderklubb, Liverpool. Den andra juni presenterades han klar för klubben som deras första sommarvärvning under transferfönstret.

## Landslagskarriär
Den 8 augusti 2013 fick Lambert ett samtal från Roy Hodgson. Lambert låg då och sov efter att ha varit uppe hela natten då hans fru födde parets tredje barn, Bella. Hodgson berättade att han tagit ut Lambert till landslagets match mot Skottland. Lambert fick hoppa in i den 67:e minuten och det tog bara tre minuter för Lambert att bli målskytt. Vid ställningen 2–2, nickade Lambert in segermålet och många hyllade Lambert efter sin landslagsdebut. Steven Gerrard tyckte bland annat att Rickie Lambert var ett fantastiskt exempel för de unga och att Lamberts karriär är en fantastisk story.
Lambert gjorde sedan tävlingsdebut för England mot Moldavien i VM-kvalet den 6 september 2013. Lambert startade matchen och fick bli målskytt. Han spelade också fram Danny Welbeck till två mål.
Den 12 maj 2014 blev Lambert uttagen i Englands trupp till VM 2014 av förbundskaptenen Roy Hodgson.